# Zosterop de Seram
El zosterop de Seram (Zosterops stalkeri) és un ocell de la família dels zosteròpids (Zosteropidae).

## Hàbitat i distribució
Viu als clars del bosc i matolls de les muntanyes de l'oest i centre de l'illa de Seram, al sud de les Moluques.